# کارپنترز
کارپنتِرز (به انگلیسی: The Carpenters) یکی از پرفروشترین و پرطرفدارترین گروه‌های پاپ آمریکایی دهه ۷۰ بود که تنها از دو عضو تشکیل شده بود، ریچارد کارپنتر و کارن کارپنتر. ملودی‌های آرام و سبک‌بال و در عین حال بسیار حساب شده، و آهنگ‌سازی‌های بدون شیله‌پیله و مرتبشان باعث شد تا این گروه در تضاد با گروه‌های پرهیاهوی پاپ/راک هم دههٔ خود قرار گیرد.∗ صدای آرام و دلپذیر کارن بارزترین عنصر موسیقیشان محسوب می‌شود که با آهنگ‌سازی و تنظیمات دقیق برادرش ریچارد تلفیق شده و مجموعه‌ای کامل را می‌سازند.
در سال ۱۹۸۳ کار گروه کارپنترز با مرگ کارن پایان یافت. هرچند ریچارد پس از مرگ او تعدادی از آهنگ‌های دو نفره‌شان را که قبلاً انتشار نیافته بود جمع‌آوری و تکمیل کرد و آلبوم‌های دیگری را از گروه کارپنترز ارائه داد.

## آلبوم‌ها

### استودیویی
- ۱۹۶۹ - Offering (بعداً با نام Ticket To Ride منتشر شد)
- ۱۹۷۰ - Close To You
- ۱۹۷۱ - Carpenters (یا The Tan Album)
- ۱۹۷۲ - A Song for You
- ۱۹۷۳ - Now & Then
- ۱۹۷۵ - Horizon
- ۱۹۷۶ - A Kind of Hush
- ۱۹۷۷ - Passage
- ۱۹۷۸ - Christmas Portrait
- ۱۹۸۱ - Made in America
- ۱۹۸۳ - Voice of The Heart *
- ۱۹۸۴ - An Old-Fashioned Christmas *
- ۱۹۸۹ - Lovelines *
- ۲۰۰۱ - As Time Goes By *

* شامل کارهای گذشته‌ی گروه که قبلاً انتشار نیافته بودند.

### زنده
- ۱۹۷۴ - Live in Japan
- ۱۹۷۶ - Live at the Palladium